# Martin Perović
Martin Perović (srbsko Мартин Перовић) južnoslovanski pevec zabavne glasbe, * 24. avgust 1988, Leskovac, SR Srbija, Jugoslavija (danes Republika Srbija).
Od leta 2005 živi in ustvarja v Mariboru, Slovenija, kjer je predvsem poznan kot frizer in vizažist.  
Njegov prvi javni nastop je bil na nekdaj poznanem otroškem festivalu »Deca pevaju hitove« s pesmijo »Tabakera« od Zdravka Čolića. Že takrat so njegov talent prepoznali številni priznani glasbeniki v Srbiji. Kljub svoji mladosti se je pri dvanajstih letih prijavil na poznano glasbeno tekmovanje »3K-dur«. Avdicija je bila v Nišu, tam je pel pesem Zdravka Čolića "Ti si mi u krvi" in navdušil tamkajšnjo žirijo. Tekmovanja ni mogel nadaljevati, saj so pravila zahtevala, da so kandidati starejši od 16 let. Čez nekaj časa prejme povabilo nacionalne televizije Srbije RTS, da nastopi v finalni oddaji kot posebno odkritje 3K-dura. Ponovno je nastopil s pesmijo Zdravka Čolića »Rijeka suza i na njoj ladja« nastopi v spremstvu popularne skupine Neverne bebe, to je bil njegov dotedanji največji nastop v Sava centru v Beogradu, v finalnem večeru, kjer je zmagala danes poznana pevka Jelena Tomašević.
Nekaj let kasneje je sodeloval na raznih glasbenih festivalih. Leta 2005 je kot najstnik nastopil na festivalu »Sunčane skale« s pesmijo "Možeš li da mi odoliš" in takoj zatem na festivalu »Sunflower« v Zrenjaninu. Istega leta se Martin in njegova družina preseli v Slovenijo, od koder prihaja njegova mama. Doživel je velike spremembe, a kljub temu je svojo glasbeno pot nadaljeval v Sloveniji. Leta 2006 je posnel pesem v slovenskem jeziku »Peti element« pod okriljem Platin Records. Pesem je bila sprejeta na takrat veliki slovenski festival »Melodije morja in sonca« v Portorožu. Pri svojih 17 letih je dosegel veliko prepoznavnost in sledila so razna glasbena udejstvovanja, koncerti, nastopi, oddaje in intervjuji. Po nastopu v Portorožu Martin postane še zanimivejši za slovenske glasbene menedžerje. Leta 2007 je nastopil na slovenskem predizboru za Evrovizijo »EMA 2007« s pesmijo »Zadeni me«, čeprav so na tekmovanju sodelovala velika glasbena imena, mu je uspelo z glasovi publike nastopiti v finalu. Istega leta je zastopal Slovenijo na festivalu »Sunčane skale 2007« s pesmijo v srbščini »Laži me«. Med ponudbami raznih producentov in menedžerjev je takrat izbral najprimernejšo, pogosto je nastopal in imel koncertno turnejo s Tanjo Žagar, eno izmed najpopularnejših pevk v Slovenijii. Zaradi nesoglasij s takratno produkcijsko hišo, se za nekaj časa umakne s scene. Leta 2011 je posnel balado v slovenščini »Dal ti bo vse« (priredba pesmi kanadske zvezdnice Celine Dion - Stand by your side). Po nekaj letih pavze, leta 2015 se Martin vrača s plesno skladbo v srbskem jeziku "Ljubomora", leta 2016 izda hitrejšo balado "Skriveno blago", v letu 2017 preseneti z etno balado "Lažne ljubavi".

## Diskografija

### Singli
- Možeš li da mi odoliš (2005)
- Teško je (2005)
- Peti element (2006)
- Naš svet (2006)
- Decembrska magija (2006)
- Zadeni me (2007)
- Somrak usode (2007)
- Mala (2007)
- Laži me (2007)
- Dejavu (2007)
- Ustavite čas (2008)
- Dal ti bo vse (2011)
- Ljubomora (2015)
- Skriveno blago (2016)
- Lažne ljubavi (2017)
- U medjuvremenu (2017)
- Zavoli moje mane (2017)
- Luzerja (2018)

### Festivali
- Sunčane skale Hercegnovi 2005
- Sunflower Zrenjanin 2005
- Melodije morja in sonca 2006
- EMA 2007
- Sunčane skale Hercegnovi 2007